# Niklas Liepe
Niklas Liepe (* 2. März 1990 in Göttingen) ist ein deutscher Geiger.

## Leben
Mit zwölf Jahren begann Liepe am Institut zur Frühförderung musikalisch Hochbegabter an der Hochschule für Musik, Theater und Medien Hannover (HMTM) sein Frühstudium und erhielt dort Unterricht bei Krzysztof Węgrzyn. Sein Studium erfolgte an der Hochschule für Musik und Tanz Köln bei Zakhar Bron und Mihaela Martin sowie an der Kronberg Academy bei Ana Chumachenco und für Kammermusik bei Oliver Wille an der HMTM Hannover.
Liepe hat an zahlreichen nationalen und internationalen Wettbewerben erfolgreich teilgenommen. Er ist Preisträger des Deutschen Musikwettbewerbs, des „New Talent Competition“ der Europäischen Rundfunkunion, zweimaliger Preisträger des Internationalen Henry-Wieniawski-Violinwettbewerbs Polen, des Internationalen Kocian Violinwettbewerbs Tschechien, Kulturpreisträger des Norddeutschen Rundfunks, des „Braunschweig Classix Wettbewerbs“, des Internationalen Da Ponte Wettbewerbs sowie der Festspielwochen Gdańsk in Polen.
Solistisch konzertierte Liepe mit dem Frankfurter Opern- und Museumsorchester, dem Slowakischen Radio-Sinfonieorchester Bratislava, dem Polish Chamber Orchestra, der Deutschen Radio Philharmonie Saarbrücken Kaiserslautern, dem Staatsorchester Braunschweig, der Vogtland Philharmonie Greiz Reichenbach, dem Göttinger Symphonieorchester, dem Staatsorchester Rheinische Philharmonie, dem Brandenburgischen Staatsorchester Frankfurt/Oder, dem Landesjugendsinfonieorchester Hessen sowie dem East-West Chamber Orchestra und dem Bayerischen Kammerorchester Bad Brückenau. Zu seinen Partnern am Dirigentenpult gehörten dabei u. a. Christoph Eschenbach, John Holloway, Gregor Bühl, Hartmut Haenchen, Heribert Beissel, Jiri Malát und Nicolás Pasquet. Er spielte Konzerte in ganz Europa, Australien, den USA und Asien und trat bei Festivals wie den Schwetzinger und Dresdner Musikfestspielen, den Walkenrieder Kreuzgangkonzerten, dem Verbier Festival in der Schweiz, dem International Art Festival in Russland oder auch dem Festival „Les Vacances de Monsieur Haydn“ in Frankreich auf.
Auch die Kammermusik findet ihren Platz in Liepes künstlerischem Schaffen. Dabei konzertierte er mit Künstlern wie Gidon Kremer, Yuri Bashmet, Fazil Say, Christoph Eschenbach und András Schiff. In dem Duo Liepe zusammen mit seinem Bruder, dem Pianisten Nils Liepe, konzertiert er seit der Jugend. 2017 gründete er zusammen mit Nils Liepe ein internationales Festival in Hannover.  Hinzu kommen progressive Projekte, wie The New Paganini Project.
Liepe spielt auf einer Violine von Giuseppe Guarneri.
2021 gewann Niklas Liepe einen Opus Klassik in der Kategorie „Videoclip des Jahres“ für die Variation „GoldBergHain“ über Bachs Quodlibet „Kraut und Rüben, die haben mich vertrieben“.

## Diskographie
- 2024 Tipping Points (Rachel Portman) / The New Four Seasons (Vivaldi/Wolf Kerschek) WDR-Funkhausorchester unter der Leitung von Erina Yashima und Patrick Lange (Sony Classical)[9]
- 2020  GoldbergReflections (Sony Classical). NDR Radiophilharmonie unter der Leitung von Jamie Phillips.[10]
- 2018 The New Paganini Project(Sony Classical). Deutsche Radiophilharmonie Saarbrücken/Kaiserslautern.[11]
- 2014 Impresiones Espanolas. (Profil, DDD). Werke von Albeniz, Schtschedrin, Sarasate, Granados, Ginastera, Cassado und Turina.[12]